# Abdulqawi Yusuf
Abdulqawi Ahmed Yusuf (en somali : Cabdulqaawi Axmed Yuusuf ; en arabe : عبد القوي يوسف) est un juriste somalien, juge à la Cour internationale de justice depuis 2009. Il est président de ladite Cour entre février 2018 et février 2021. La démission de son mandat de juge est annoncée en juin 2025 et doit prendre effet en septembre de la même année.

## Biographie
Abdulqawi Yusuf est né en 1948 à Eyl, dans le Nord-Est de la Somalie. Il est docteur en droit de l'université nationale somalienne et docteur en droit international de l'Institut de hautes études internationales et du développement de Genève. Il a également étudié le droit international à l'université de Florence (Italie). Il parle couramment somali, arabe, anglais, français et italien.
Il enseigne le droit à l'université nationale de Somalie (1974-1981) et à l'université de Genève (1981-1983) avant de travailler pour différentes agences du système des Nations unies pendant plus de vingt ans : il a été successivement chef du service juridique de la CNUCED (1987-1992) puis son représentant à New York (1992-1994), conseiller juridique (1994-1998) puis adjoint au directeur général des affaires africaines (1998-2001) de l'ONUDI, conseiller juridique et directeur du bureau des normes internationales et des affaires juridiques de l'UNESCO (mars 2001-janvier 2009).
Il a fondé et dirigé l'Annuaire africain du droit international et est membre de l'Institut de droit international de Genève. Il est également l'un des fondateurs et membre du comité exécutif de la Fondation africaine pour le droit international. Il a rédigé de nombreux ouvrages et articles de droit international, ainsi que de nombreuses tribunes de presse sur la situation en Afrique orientale et en Somalie.
Il est depuis 2009 l'un des juges de la Cour internationale de justice. Il en a été élu vice-président en 2015 pour une durée de trois ans, puis président le 6 février 2018 pour un mandat de trois ans.
La démission de son mandat de juge qui aurait dû se poursuivre jusqu'en février 2027 est annoncée en juin 2025 et doit prendre effet en septembre de la même année.

## Doctorat
- Doctorat honoris causa de l'université Paris-X ( France, 2020)[3]